# Нечуйвітер затінковий
Нечуйвітер затінковий, нечуйвітер тіньовий (Hieracium umbrosum) — вид рослин з родини айстрових (Asteraceae), поширений у Європі.

## Опис
Багаторічна рослина висотою 30–70 см. Стебла вгорі з залозками, біля основи помітно запушені волосками. Прикореневих листків 3–6, нерідко великих; зовнішні листки зовнішні листки широко-яйцюваті, б. м. тупі; внутрішні — довгасто-ланцетні, звужені в довгий черешок, знизу блідо-сизі; стеблових листків 2–4, ланцетних, злегка зубчатих, на краях з рідкісними дрібними залозками.

## Поширення
Поширений у Європі.
В Україні вид зростає в лісах — у Карпатах, Розточчі-Опіллі.